# Гравець року ФІФА 2005
«Гравець року ФІФА» за підсумками 2005 року був оголошений 20 грудня 2005 року на церемонії нагородження, що проходила в оперному театрі у Цюриху. Це була п'ятнадцята церемонія нагородження трофеєм «Гравець року ФІФА», започаткованого ФІФА у 1991 році. Лауреатом нагороди вдруге поспіль став бразильський атакувальний півзахисник «Барселони» Роналдінью.
Найкращою футболісткою року втретє поспіль стала німкеня Біргіт Прінц.
Починаючи з 2004 року переможця визначали, окрім тренерів національний збірних, також капітани цих збірних. У визначенні найкращого гравця 2005 року участь взяли 156 тренерів та 145 капітанів національних збірних, у визначенні найкращої футболістки року — 134 тренерів та 127 капітанів національних жіночих збірних світу. Кожен із голосуючих визначав трійку найкращих футболістів (футболісток), окрім співвітчизників. Перше місце оцінювалось у п'ять балів, друге — три бали, третє місце — 1 бал.

## Підсумки голосування

### Чоловіки
| №  | Гравець            | Клуб(и)           | Країна      | Голоси | Голоси | Голоси | Голоси | Очки |
| №  | Гравець            | Клуб(и)           | Країна      | 1º     | 2º     | 3º     | Разом  | Очки |
| -- | ------------------ | ----------------- | ----------- | ------ | ------ | ------ | ------ | ---- |
| 1  | Роналдінью         | Барселона         | Бразилія    | 159    | 46     | 23     | 228    | 956  |
| 2  | Френк Лемпард      | Челсі             | Англія      | 25     | 45     | 46     | 116    | 306  |
| 3  | Самюель Ето'о      | Барселона         | Камерун     | 15     | 29     | 28     | 72     | 190  |
| 4  | Тьєррі Анрі        | Арсенал           | Франція     | 11     | 34     | 15     | 60     | 172  |
| 5  | Адріано            | Інтер             | Бразилія    | 17     | 21     | 22     | 60     | 170  |
| 6  | Андрій Шевченко    | Мілан             | Україна     | 16     | 18     | 19     | 53     | 153  |
| 7  | Стівен Джеррард    | Ліверпуль         | Англія      | 11     | 19     | 19     | 49     | 131  |
| 8  | Кака               | Мілан             | Бразилія    | 10     | 12     | 15     | 37     | 101  |
| 9  | Паоло Мальдіні     | Мілан             | Італія      | 7      | 11     | 8      | 26     | 76   |
| 10 | Дідьє Дрогба       | Челсі             | Кот-д'Івуар | 3      | 12     | 14     | 29     | 65   |
| 11 | Міхаель Баллак     | Баварія           | Німеччина   | 6      | 8      | 10     | 24     | 64   |
| 12 | Роналду            | Реал              | Бразилія    | 7      | 7      | 7      | 21     | 63   |
| 13 | Зінедін Зідан      | Реал              | Франція     | 5      | 8      | 6      | 19     | 55   |
| 14 | Златан Ібрагімович | Ювентус           | Швеція      | 1      | 5      | 16     | 22     | 36   |
| 15 | Деку               | Барселона         | Португалія  | 1      | 4      | 7      | 12     | 24   |
| 16 | Хуан Рікельме      | Вільярреал        | Аргентина   | 1      | 3      | 6      | 10     | 20   |
| 17 | Робінью            | Сантус Реал       | Бразилія    | 0      | 5      | 4      | 9      | 19   |
| 18 | Вейн Руні          | Манчестер Юнайтед | Англія      | -      | 3      | 8      | 11     | 17   |
| 18 | Девід Бекхем       | Реал              | Англія      | 1      | 3      | 3      | 7      | 17   |
| 20 | Кріштіану Роналду  | Манчестер Юнайтед | Португалія  | 1      | 1      | 5      | 7      | 13   |
| 21 | Руд ван Ністелрой  | Манчестер Юнайтед | Нідерланди  | 1      | 1      | 3      | 5      | 11   |
| 21 | Майкл Есьєн        | Ліон Челсі        | Гана        | 1      | 1      | 3      | 5      | 11   |
| 23 | Рауль              | Реал              | Іспанія     | 0      | 0      | 8      | 8      | 8    |
| 23 | Павел Недвед       | Ювентус           | Чехія       | -      | 2      | 2      | 4      | 8    |
| 25 | Ар'єн Роббен       | Челсі             | Нідерланди  | 1      | -      | -      | 1      | 5    |
| 26 | Кафу               | Мілан             | Бразилія    | -      | 1      | -      | 1      | 3    |
| 26 | Роберто Карлос     | Реал              | Бразилія    | -      | 1      | -      | 1      | 3    |
| 26 | Алессандро Неста   | Мілан             | Італія      | -      | 1      | -      | 1      | 3    |
| 26 | Джей-Джей Окоча    | Болтон            | Нігерія     | -      | 1      | -      | 1      | 3    |
| 30 | Джанлуїджі Буффон  | Ювентус           | Італія      | -      | -      | 1      | 1      | 1    |

### Жінки
| №  | Гравець              | Клуб(и)                   | Очки |
| -- | -------------------- | ------------------------- | ---- |
| 1  | Біргіт Прінц         | Франкфурт                 | 513  |
| 2  | Марта                | Умео                      | 429  |
| 3  | Шеннон Боккс         | Аякс Лос-Анжелес          | 235  |
| 4  | Ханна Юнгберг        | Умео                      | 206  |
| 5  | Рената Лінгор        | Франкфурт                 | 170  |
| 6  | Марібель Домінгес    | Атланта Біт Барселона     | 115  |
| 7  | Сольвейг Гулбрандсен | Колботн                   | 97   |
| 7  | Сандра Міннерт       | Бад-Ноєнар                | 97   |
| 9  | Крісті Велш          | Ліон Нью-Джерсі Вайлдкетс | 78   |
| 10 | Келлі Сміт           | Арсенал                   | 60   |